# Salamanca (stad)

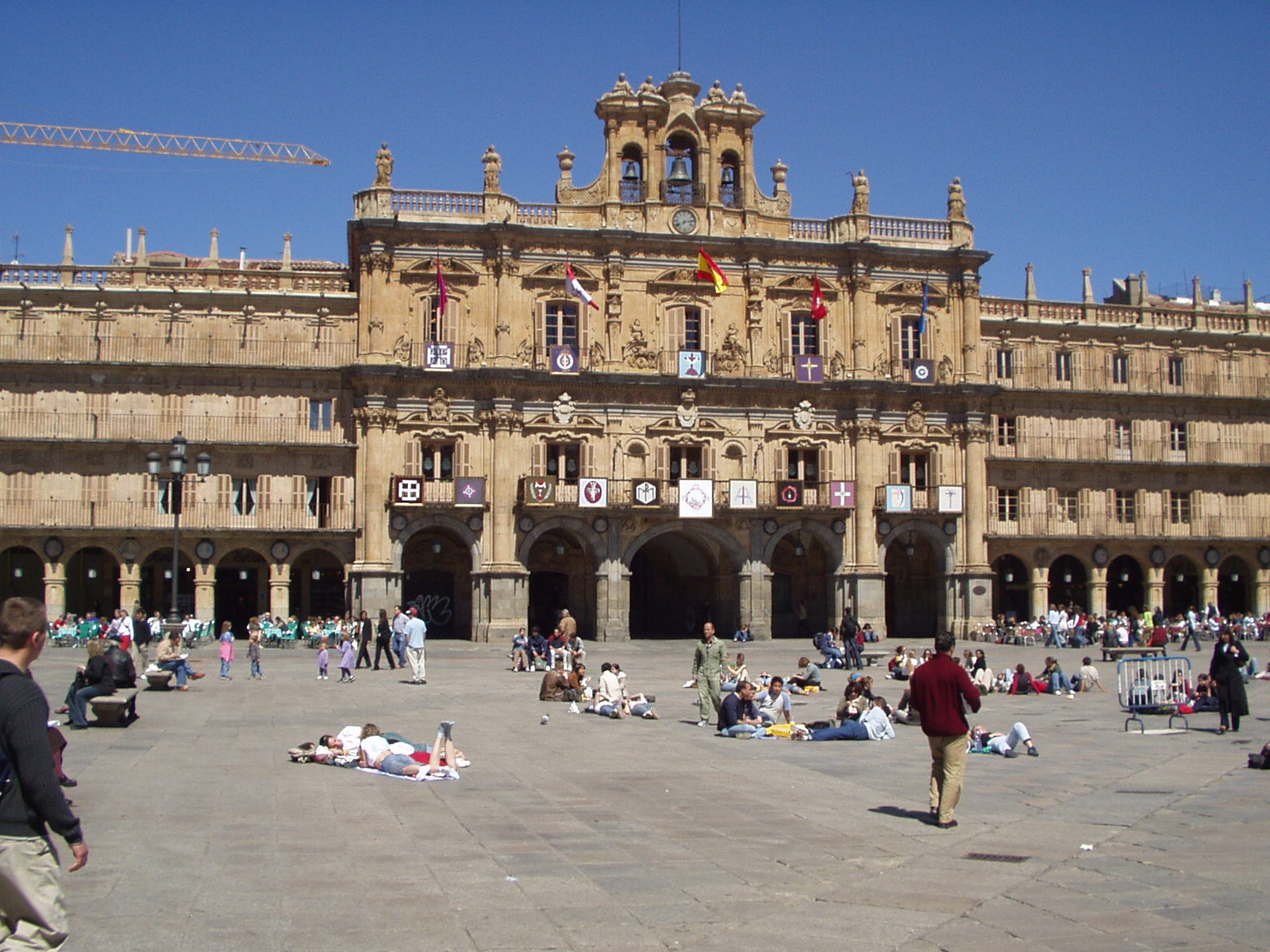
Het stadhuis in 18e-eeuwse barok aan het Plaza Mayor, een van de grootste pleinen in Spanje.

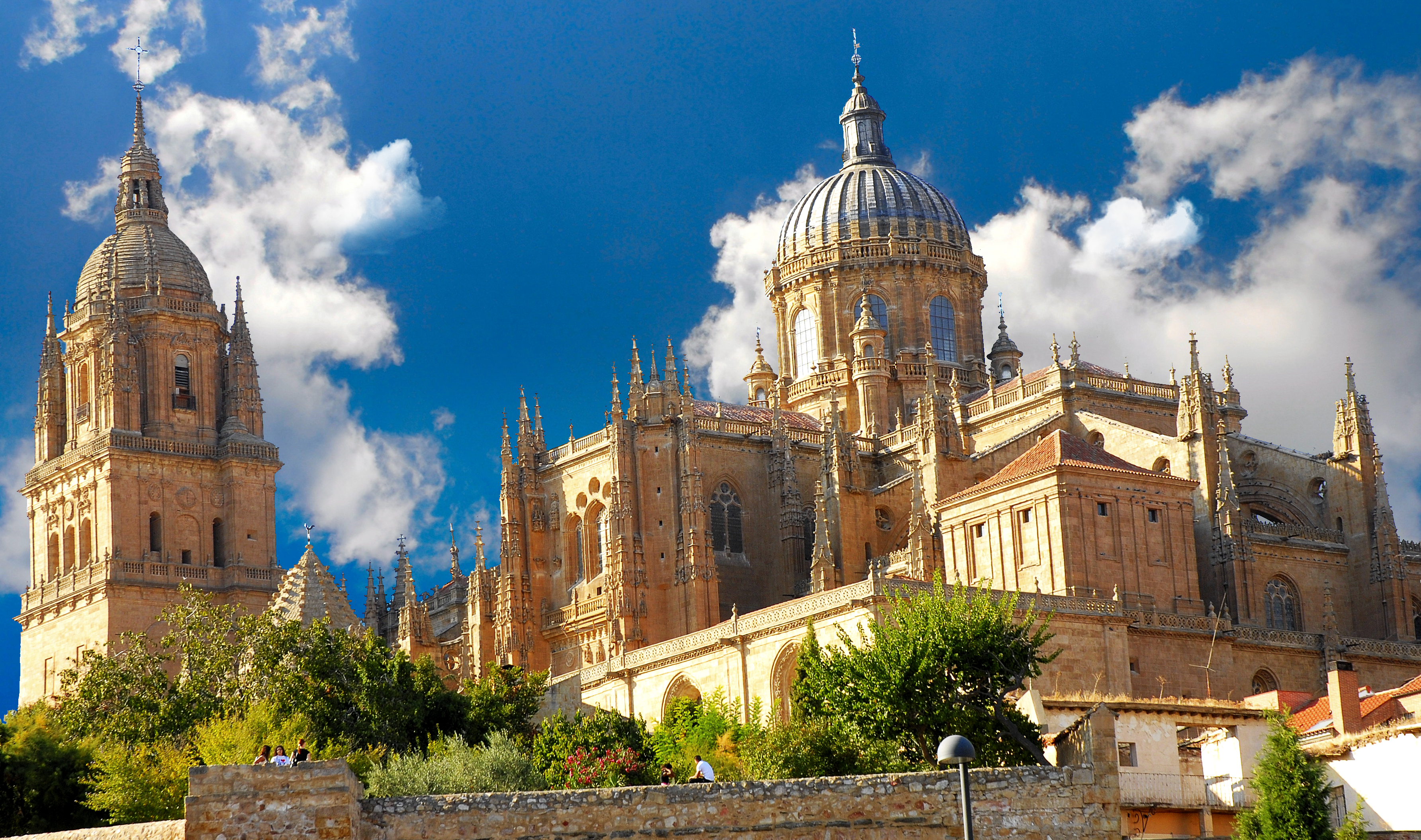
De Nieuwe kathedraal van Salamanca.

Salamanca is de hoofdstad van de gelijknamige Spaanse provincie Salamanca, gelegen in de regio Castilië en León, circa 200 km ten westen van Madrid. Ze heeft een oppervlakte van 29 km² en telde in 2019 144.228 inwoners.

## Geschiedenis
Het gebied werd al in de zesde eeuw voor Christus bewoond door de Kelten. De stad is gesticht rond 400 v.Chr., mogelijk als versterking door Carthaagse bezetters.
Toen de Romeinen in de 2e eeuw v.Chr. het Iberisch Schiereiland veroverden werd het gebied rondom Salamanca bewoond door de Vacceos, een van oorsprong Keltische stam. Om hun gebied te verdedigen bouwde de Vacceos twee versterkingen aan de oostelijke zijde: de Ocelo Durii en de Salmantica (Salamanca).
Het gebied werd tevens bewoond door een andere stam met een Keltische oorsprong, de Vettonen.
In 200 v.Chr. belegerde Hannibal Salamanca. Na de val van Carthago in 146 v.Chr. consolideerden de Romeinen hun macht en werd Salamanca belangrijker.
De stad was een belangrijke halte op de Ruta de la Plata, de Zilverroute, die van de mijnen in Asturië tot aan het zuiden van Spanje liep. Bij Salamanca kon men de rivier de Tormes oversteken. De Puente Romano, een Romeinse brug uit de 1e eeuw, is voor de helft bewaard gebleven. 
Na het verval van het Romeinse Rijk werd de streek bezet door de Alanen en vervolgens door de Visigoten. In de 4e eeuw breidden de Visigoten de stadsmuur uit met twee torens. Uit de documenten rond het concilie van Toledo van 589 weet men dat Salamanca toen bisschopszetel was.
In 712 werd de stad veroverd door de Moren onder leiding van Musa ibn Nusair. Salamanca raakte in verval, werd regelmatig door de Moren geplunderd en de bevolking nam. Pas rond het jaar 1000 was er weer sprake van een opleving. Na de verovering van Toledo door Alfonso VI in 1085 werd het front verplaatst naar de oevers van de Taag, waardoor Salamanca meer kansen kreeg zich te ontwikkelen.
In de 15e eeuw viel Salamanca ten prooi aan de twisten tussen belangrijke adellijke families. Er waren twee rivaliserende partijen die elk een helft van de stad bezetten: San Benedito en Santo Tomé.
Door de oprichting van het Concejo de la Mesta, een soort gilde voor veehouders, werd Salamanca een belangrijk centrum van textielfabricage en wolexport.
De stad heeft de oudste universiteit van Spanje, gesticht in 1218 door koning Alfonso IX, en twee kathedralen.
Christoffel Columbus bezocht hier in 1486/87 koningin Isabella van Castilië om zijn reis naar het Westen te bepleiten.
In 1520 sloot Salamanca zich aan bij de Comunidades de Castilla, een verbond van steden en regio’s die protesteerden tegen nieuwe belastingen die opgelegd waren door koning Karel I van Spanje. Nadat de opstand was neergeslagen liet Karel I in Salamanca de paleistorens van zijn tegenstanders verwoesten.
In de 16e eeuw groeide het bevolkingsaantal tot 24.000 inwoners en kende de stad een hoogtepunt van bloei. Rond 1580 studeerden er 6000 mensen aan de universiteit. In de 17e eeuw volgde er in Spanje een economische en culturele neergang waar ook Salamanca onder te lijden had.
De Slag bij Salamanca in de Spaanse Onafhankelijkheidsoorlog, in het Engels ook bekend als de battle of Arapiles in de Peninsular War, vond plaats op 22 juli 1812 ten tijde van de napoleontische oorlogen. De strijd viel uit in het voordeel van Lord Wellington en betekende het begin van het einde voor Napoleons aanwezigheid in Spanje. De schade was echter enorm, met de vernietiging van vele eeuwenoude collegegebouwen, paleizen en wegen. Met name het Colegio Mayor de Cuenca, dat "een sieraad voor de architectuur" werd genoemd, was een groot verlies.
De schilder Goya maakte een schets van een vermoeide Wellington in zijn kampement na de strijd.

## Moderne tijd
Het oude centrum van de stad hoort sinds 1988 bij het Werelderfgoed van de UNESCO. De overeind gebleven gebouwen behoren tot de romaanse stijl en de gotiek, maar toch vooral de bloeitijd van de Spaanse renaissance. Het ademt volgens de bewoners van de agglomeratie eromheen, de studenten en de vele toeristen de intimiteit van een dorp.

## Demografische ontwikkeling
Bron: INE; 1857-2011: volkstellingen
Opm: Bevolkingscijfers in duizendtallen; aanhechting van Tejares (1970)

## Onderwijs

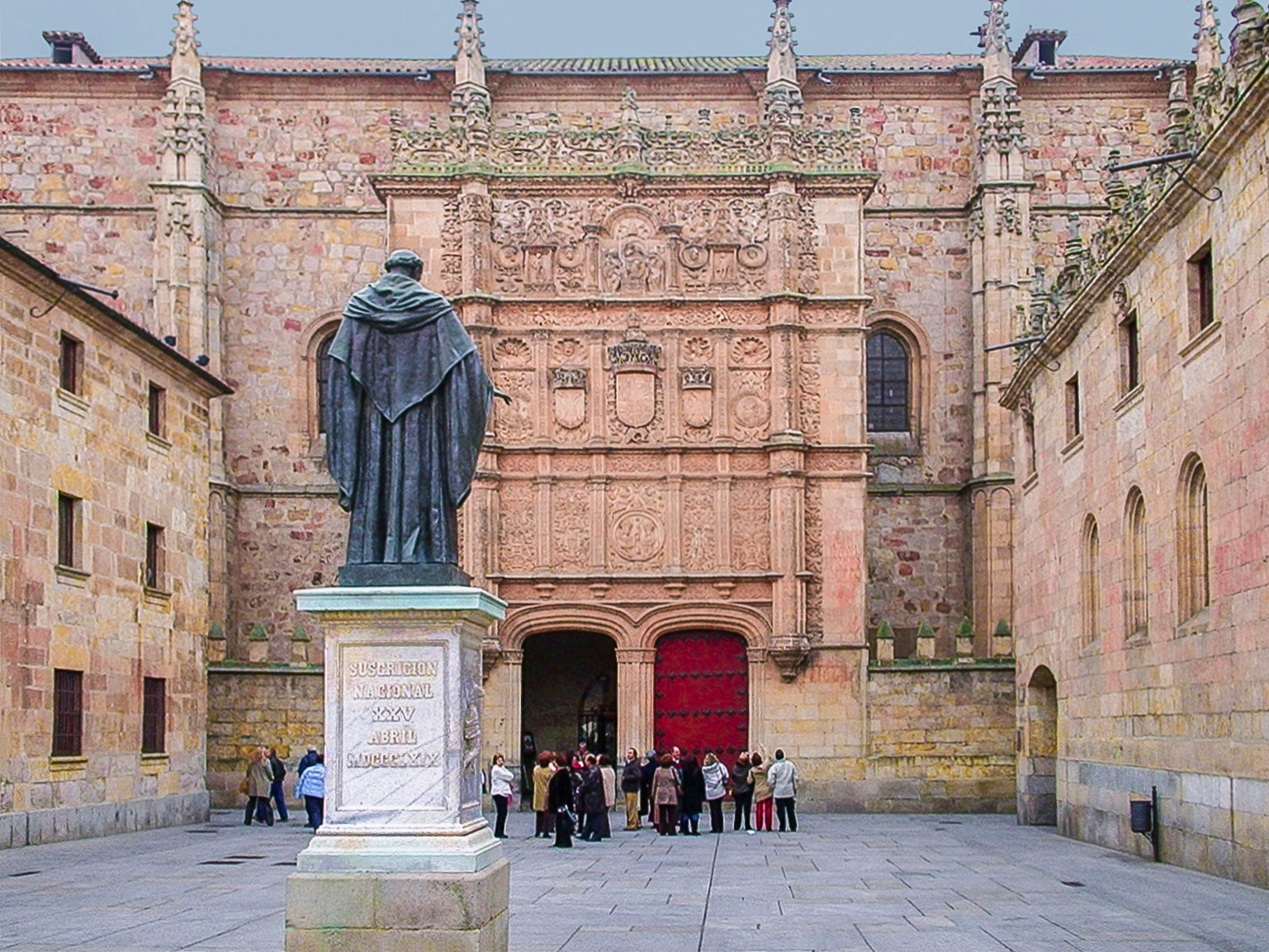
Universiteit van Salamanca.

De Universiteit van Salamanca stelt de wereldwijde DELE-examens vast; daarom zijn er naar verhouding zeer veel talenscholen en -studenten.

## Bezienswaardigheden
- Plaza Mayor
- oude kathedraal en nieuwe kathedraal
- Museo de Art Nouveau y Art Decó Casa Lis de Salamanca
- Casa de las Conchas
- Convento de las Dueñas
- Convento de San Esteban
- Escuelas Mayores (hoofdgebouw van de universiteit van Salamanca)
- Colegio Mayor de Santiago el Zebedeo
- Palacio de Monterrey, een van de bekendste voorbeelden van de platereske stijl

## Geboren in Salamanca
- Francisco Vásquez de Coronado (ca.1510-1554), ontdekkingsreiziger
- Tomás Bretón Hernández (1850–1923), componist, muziekpedagoog en dirigent
- José María Gil-Robles y Quiñones de León (1898-1980), rechtsgeleerde, politicus en journalist
- Vicente del Bosque (1950), voetballer en voetbaltrainer
- Yann Martel (1963), Canadees schrijver
- María Fernanda Espinosa (1964), Ecuadoraans diplomate en politica
- Eladio Jiménez (1976), wielrenner
- Moisés Dueñas (1981), wielrenner
- Álvaro Arbeloa (1983), voetballer
- Daniel Navarro (1983), wielrenner
- Álvaro de Arriba (1994), atleet
- Roberto Olabe del Arco (1996), voetballer

## Varia
- In het kinderboek De Witte Piet van Cathy Spierenburg en Bab Siljée ligt de 'Pietenschool' in Salamanca.
- De Amerikaanse film Vantage Point uit 2008 speelt zich bijna volledig af op het Plaza Mayor.
- Op 27 juli 1993 vestigde de Cubaanse hoogspringer Javier Sotomayor het wereldrecord van 2,45 m in Salamanca.

- Biblioteca Nacional de España: XX451436
- Gemeinsame Normdatei: 4118281-9
- Library of Congress Control Number: n79056177
- MusicBrainz: 91849d7e-ab8a-4978-a9d1-369b25ad75c1
- Nationale Bibliotheek van Tsjechië: ge130724
- Nationale Bibliotheek van Israël: 987007561801405171
- Virtual International Authority File: 157093141
- WorldCat: E39PBJppwWyPD83RwcPwDcvfv3

Albacete · Alicante · Almería · Ávila · Badajoz · Badalona · Barcelona · Bilbao · Burgos · Cáceres · Cádiz · Cartagena · Castelló de la Plana · Ceuta · Ciudad Real · Córdoba · A Coruña · Cuenca · Elche/Elx · Gijón · Girona · Granada · Guadalajara · L'Hospitalet de Llobregat · Huelva · Huesca · Jaén · Jerez de la Frontera · León · Lleida · Logroño · Lugo · Madrid · Málaga · Melilla · Mérida · Móstoles · Murcia · Oviedo · Ourense · Palencia · Palma · Las Palmas de Gran Canaria · Pamplona · Pontevedra · Sabadell · Salamanca · San Sebastián · Santa Cruz de Tenerife · Santander · Santiago de Compostella · Segovia · Sevilla · Soria · Tarragona · Terrassa · Teruel · Toledo · Valencia · Valladolid · Vigo · Vitoria-Gasteiz · Zamora · Zaragoza
Alhambra, Generalife en Albaicín, Granada ·
Kathedraal van Burgos ·
Historisch centrum van Córdoba ·
Klooster en plaats van het Escorial, Madrid ·
Werken van Gaudí ·
Grot van Altamira en de paleolithische grotkunst van Noord-Spanje ·
Monumenten van Oviedo en het koninkrijk Asturië ·
Oude stad Ávila met de Kerken-buiten-de-Muren ·
Oude stad Segovia en aquaduct ·
Santiago de Compostella (oude stad) ·
Nationaal park Garajonay ·
Historische stad Toledo ·
Mudéjararchitectuur van Aragón ·
Oude stad Cáceres ·
Kathedraal, Alcázar en Archivo General de Indias in Sevilla ·
Oude stad Salamanca ·
Klooster van Poblet ·
Archeologisch ensemble van Mérida ·
Pelgrimsroute naar Santiago de Compostella ·
Koninklijk klooster van Santa Maria de Guadalupe ·
Nationaal park Doñana ·
Historische ommuurde stad Cuenca ·
La Lonja de la Seda van Valencia ·
Las Médulas ·
Palau de la Música Catalana en Hospital de Sant Pau, Barcelona ·
Monte Perdido ·
Kloosters van San Millán Yuso en Suso ·
Prehistorische rotskunst in de Coa Vallei en de Siega Verde ·
Rotskunst van het Middellandse Zeebekken op het Iberisch Schiereiland ·
Universiteit en historische parochie van Alcalá de Henares ·
Ibiza, biodiversiteit en cultuur ·
San Cristóbal de La Laguna ·
Archeologisch ensemble van Tarraco ·
Archeologisch Atapuerca ·
Catalaanse romaanse kerken van de Vall de Boí ·
Palmeral van Elche ·
Romeinse muur van Lugo ·
Cultuurlandschap van Aranjuez ·
Monumentale renaissance-ensembles van Úbeda en Baeza ·
Vizcayabrug ·
Oude en voorhistorische beukenbossen van de Karpaten en andere regio's van Europa ·
Nationaal park El Teide ·
Herculestoren ·
Cultuurlandschap van de Serra de Tramuntana ·
Erfgoed van kwik. Almadén en Idrija ·
Dolmens van Antequera ·
Kalifaatstad Medina Azahara ·
Cultuurlandschap van de Risco Caído en de heilige bergen van Gran Canaria  ·
Paseo del Prado en Parque del Buen Retiro, een landschap van kunst en wetenschap